# Átlagköltség

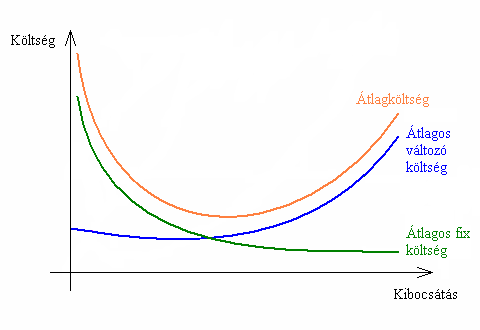
Az átlagköltség-, az átlagos változó költség- és az átlagos fix költségfüggvény

Átlagköltség alatt a mikroökonómiai termeléselméletben egy „átlagos” jószágegység kibocsátásának költségét értjük. Az átlagköltség jele AC az angol average cost (átlagköltség) kifejezés alapján.
Az átlagköltségfüggvény (átlagköltséggörbe) egy jószágot előállító vállalatnál definíció szerint az összköltségfüggvény és a kibocsátás hányadosa:
{\displaystyle AC(y)={\frac {C(y)}{y}}}
Több jószágot is kibocsátó vállalatok átlagos költségét az úgynevezett sugárátlagköltséggel mérhetjük.
Az átlagköltségfüggvény – a többi költségfüggvényhez hasonlóan – egy olyan derékszögű koordináta-rendszerben ábrázolható, amelynek vízszintes tengelyén a kibocsátást, függőleges tengelyén pedig a költséget tüntetjük fel.

## Megállapítások
- Definíciójából adódóan az átlagköltségfüggvény a pozitív valós számok halmazán értelmezhető, képhalmaza pedig a nemnegatív valós számok halmaza.
- Ha az átlagköltséggörbe valamely kibocsátási szinthez tartozó pontját és az origót egy téglalap két szemközti csúcspontjának képzeljük (és a téglalap oldalai a két tengellyel párhuzamosak), akkor a téglalap területe az adott kibocsátáshoz tartozó összköltséggel egyenlő.
- A határköltséggörbe az átlagköltséggörbét annak lokális szélsőértékeiben metszi. Az átlagköltségfüggvény pontosan ott csökkenő, ahol a határköltségfüggvény alatta halad, és pontosan ott növekvő, ahol fölötte.
- Ahol az átlagköltségfüggvény csökkenő, ott a vállalati tevékenység lokális mérethozadéka növekvő, vagyis méretgazdaságosság áll fenn; ahol a függvény növekvő, ott csökkenő a mérethozadék, így méretgazdaságtalanságról beszélhetünk. Azokon az intervallumokon, ahol az átlagköltség konstans, a mérethozadék is állandó.
- Ezen hozadéki tulajdonságok miatt az átlagköltséggörbe minimumát optimális üzemméretnek nevezzük. Hosszú távon ez egyben a minimális hatékony üzemméretet is jelenti.

## Sugárátlagköltség
Többtermékes vállalatnál az egy egységre jutó, átlagos költséget sugárátlagköltségnek nevezzük és a következőképpen definiáljuk:
ahol y a teljes kibocsátott mennyiség, λ1, λ2 stb. pedig az 1., 2. stb. jószágnak az ezen belüli részaránya.

## Jelentősége
Egy jószágot kibocsátó vállalat esetén, ha a jószág ára az átlagköltségnél nagyobb, akkor a vállalat profitja pozitív, ha azzal egyenlő, akkor 0, ha pedig kisebb, akkor negatív lesz; utóbbi esetben a vállalat hosszú távon kilép az iparágból.
Tökéletes versenyző vállalatoknál az ár-kibocsátás kombináció hosszú távon a piaci keresleti függvény és az átlagköltséggörbe metszéspontjába kerül, így a profitjuk 0-val lesz egyenlő. (Persze ez csak azt jelenti, hogy más iparágak várható jövedelmezőségéhez képest nem tudnak nyereséget elérni, lásd a profit szócikket.)

## Átlagos változó költség és átlagos fix költség
Az átlagköltség definícióját – a változó költség (VC) és az állandó vagy fix költség (F) definícióját felhasználva – a következőképpen alakíthatjuk át:
A jobb oldal első tagját átlagos változó költségnek nevezhetjük és AVC-vel jelöljük; a második neve átlagos fix költség, jele AFC. Tehát az átlagköltség felírható az átlagos változó költség- és az átlagos fix költségfüggvény összegeként:

### Megállapítások
- Az átlagos fix költségfüggvény hiperbolikus függvény; határértéke az {\displaystyle y=0} helyen plusz végtelen, a plusz végtelenben pedig 0.
- A kibocsátás növekedésével az átlagos változó költség – az átlagos fix költségfüggvény szigorúan monoton csökkenése miatt – egyre jobban megközelíti az átlagköltség értékét.
- Az átlagos változó költségfüggvény minimumát minimális hatékony üzemméretnek nevezzük.
- A határköltségfüggvény az átlagos változó költségfüggvényt annak szélsőértékeiben metszi.
- Az átlagos változó költségfüggvény ugyanazon pontban éri el a függőleges tengelyt, ahol a határköltségfüggvény.
- Ha az átlagos változó költségfüggvény valamely kibocsátási szinthez tartozó pontját és az origót egy téglalap két szemközti csúcspontjának képzeljük (és a téglalap oldalai a két tengellyel párhuzamosak), akkor a téglalap területe az adott kibocsátáshoz tartozó változó költséggel egyenlő.

### Az átlagos változó költség jelentősége
Azok a javak, amelyeknek az ára kisebb az átlagos változó költségüknél, „annyira negatív profitot” eredményeznek, hogy a vállalatnak már rövid távon is érdemes leállítania a jószág kibocsátását (vagyis kilépnie az iparágból), mert ez még mindig kisebb költséggel jár a számára, mint az, ha továbbra is veszteségesen termelne.

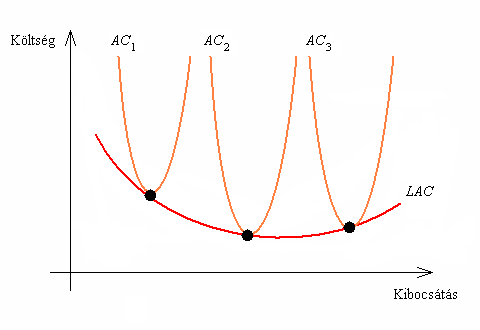
Rövid és hosszú távú átlagköltséggörbék

## Átlagköltség hosszú távon
A termeléselméletben feltételezzük, hogy hosszú távon a vállalatok minden általuk felhasznált termelési tényező mennyiségét meg tudják változtatni; ebből azonban következik, hogy hosszú távon nem létezik állandó költség (így természetesen átlagos fix költség sem), az átlagos változó költség pedig minden kibocsátási szinten egyenlő az átlagköltséggel.
A hosszú távú átlagköltség (long run average cost, LAC) görbéje a rövid távon állandó tényezők lehetséges értékeihez tartozó rövid távú átlagköltségfüggvényeket (az ábrán AC1, AC2 és AC3) alulról – de nem feltétlenül a minimumpontjaikban – érintő görbe lesz.